# Bogusław Linda
Bogusław Linda (Toruń, 1952. június 27. –) lengyel színész, komikus, rendező, forgatókönyvíró, színész, tanár.

## Életrajz
A toruni II-es számú líceumban végezte középiskolai tanulmányait. A krakkói színművészeti főiskola végzőse, a varsói filmiskola társalapítója és oktatója.
Egyetemi hallgatóként felvette a kapcsolatot a krakkói ószínházzal, ahol Mikolka szerepében debütált Dosztojevszkij Bűn és bűnhődés c. előadásában (rendezte Maciej Prus, 1977). 1978–1981 között a wroclawi kortárs színházban játszott többek között Thomas Mann Varázshegyében és Kafka Amerikájában.
Első komolyabb szerepe Agnieszka Holland Láz c. filmjében találta meg, ahol Gryziak karakterét játszotta (1980). Ezt követően játszott még a Magányos nő című szintén Holland-rendezésben, Andrzej Wajda Vasember, Krzysztof Kieślowski Véletlen, Janusz Zaorski Királyok anyja (Matka Królów, 1982), valamint a magyar Eszkimó asszony fázik (Xantus János, 1983) című filmekben is.
Az érzékeny karakter skatulyájából Jack Bromski Ölj meg zsaru című filmjében próbált meg kitörni, ahol a veszélyes Jerzy Malik karakterét játszotta el. 1992-ben Franz Maurer szerepét öltötte magára Wladyslaw Pasikowski Kutyát c. alkotásában. Ez a szerepe Linda cinikus és keményebb oldalát domborította ki, egyúttal megalapozta számára Leonard Cohen Én vagyok az embered című filmjében a főszerepet.
Az 1990-es éveiben elismerő kritikák rengeteg híres szerepet hoztak el számára (Jancio Wodnik bűvész szerepe – Jan Jakub Kolski rendezésében (1993), Michal Sulechki a saját gyereke neveléséért harcoló apa szerepében, Az apa című filmben Maciej Scielecki (1995), Andrzej Wajda Pan Tadeusz (1999) Bogár atya szerepében. Az 1996-os Csillag Fesztivál alatt Miedzyzdrojban kézlenyomatát a sztárok sétányán örökítették meg.
2001-ben a lengyel mozik képernyőjén Wadyslaw Pasikowski Reich című filmjében jelent meg ismét. Ebben a filmben a korábbiakhoz hasonlóan gengsztert alakított, de rögtön ezt követően próbált is megszabadulni az újabb skatulyától, ezért ugyanezen évben Petronus bőrébe bújt a Quo vadisban. Később játszott rendőrt is, valamint 2002-ben a TVN filmcsatorna Mit tudsz a főzésről c. műsorának vezetését is elvállalta.
2006-ban Linda rendezőként is kipróbálta magát és leforgatta a Világoskék ablakok című filmet. A mű két fiatal lány történetét meséli el, akiknek a kommunizmus bukása utáni lengyel valóság gazdasági nehézségeivel kell szembenézniük. A főszerepekben Joanna Brodzik és Beáta Kawka tűnnek fel.
3 évvel később a Vakrandi című komédiában is játszott Wojciech Wójcik rendezésében, ahol egy Cézár nevű nőcsábászt alakított.
2009. október 9-én Piotr Zuchowskitól (nemzeti örökség és kulturális miniszter) kulturális kitüntetést, ún. Ezüst Medált vehetett át. 
2011-ben vitték képernyőre a 3 perc 21:37 c. mozifilmet (rendezte: Maciej Slesicki), melyben egy festőt játszott.
2012 áprilisi 19-én a Varsói Színház bemutatta Mongol Merlin című darabját, mellyel színházi rendezőként debütált, és egyben 15 éves kihagyás után egyben visszatérését is jelentette a színházi körökbe.
Saját szülővárosában, Torunban a csillagok sétánya az óvárosi főtéren szintén nevét őrzi.
2014. május 26-án Lengyelország Újjászületése érdemrend tiszti keresztjével tüntették ki az országért végzett kiemelkedő kulturális szolgálata gyanánt, valamint a művészi, alkotói munkája és közösségben végzett tevékenysége honoráriumaként.

### Élete és művészeten kívül kifejtett tevékenysége
Nős, felesége Lidia Popiell modell és fotográfus, akit filmforgatás közben ismert meg. Közös lányuk Alexandra. Előző házasságában két fia született. Szenvedélyes autóvezető. Őrzi privát szféráját, és nyilvános szereplései során ritkán oszt meg bárminemű információt családi életéről.
Zamoscban részt vett a vadászkör által szervezett 58. nagy vadászaton, ráadásul négyszeres kérelemre megkapta a vadászati engedélyt, de mégsem vett részt a kilövésen, végül nem ment el rá. Kiváló vadász és mesteri lövő hírében áll.

## Filmográfia

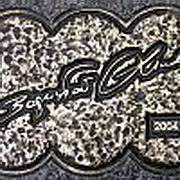
Autogramja Toruńban a csillagok sétányán

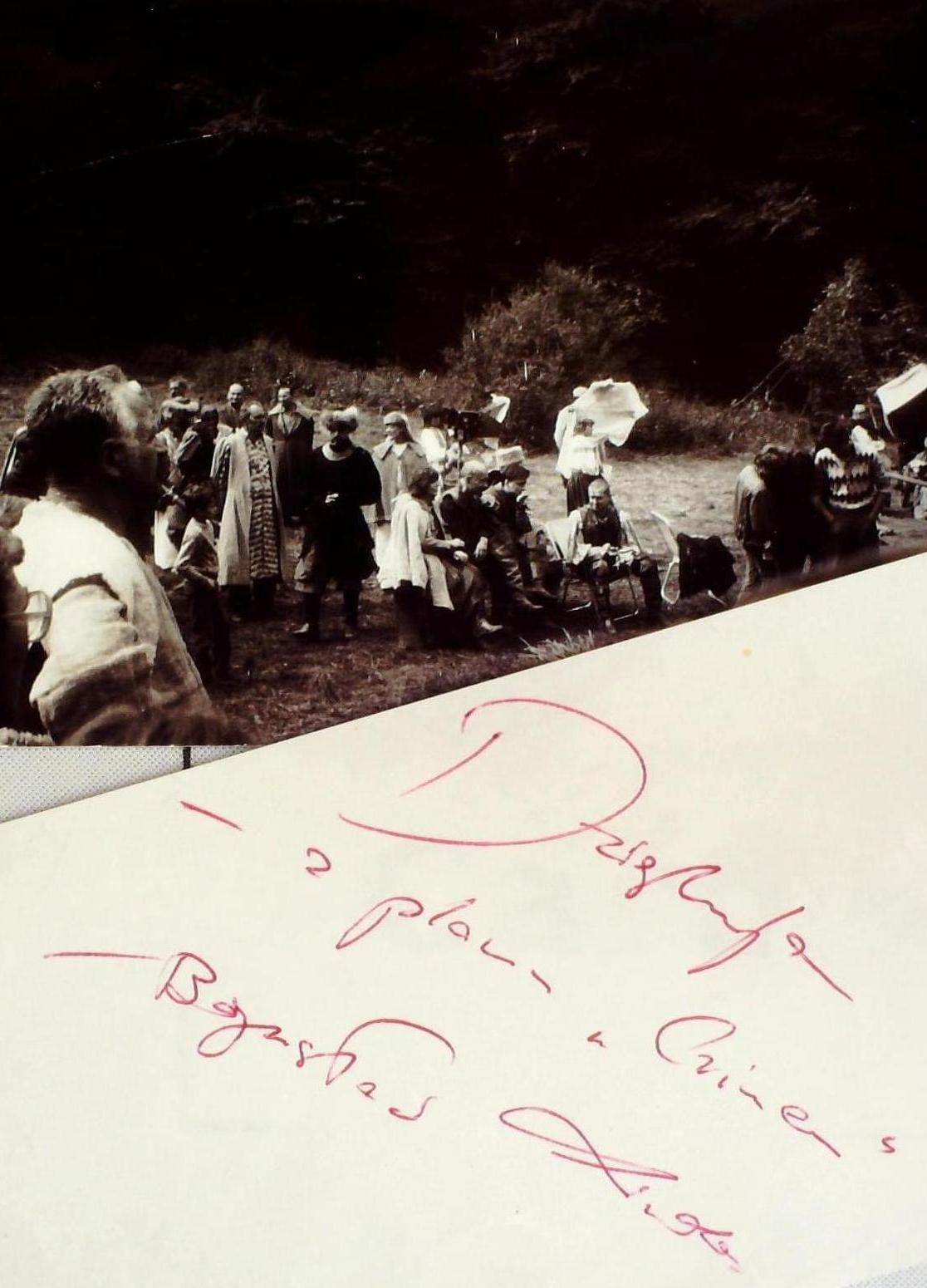
Autogramja a Crimen című film forgatásán (1987)

### Színész
- 1973: Czarne chmury – jako halabardnik w Barbakanie
- 1976: Dagny – Stanisław Sierosławski
- 1977: Wodzirej – orvos
- 1977: Pasja – férfi egy krakkói szalonban
- 1979: Wściekły – Zbigniew Zajdowski, Ewy Okrzesikówny kollégája
- 1979: Janek – a ZWM elvtársa
- 1980: Gorączka – Gryziak
- 1980: Punkt widzenia – Włodek Jakubowski
- 1981: Wolny strzelec – Rysiek
- 1981: Człowiek z żelaza – Dzidek
- 1981: Przypadek – Witek Długosz
- 1981: Kobieta samotna – Jacek Grochala
- 1981: Dreszcze – UB-tiszt
- 1981: Wierne blizny – Mieczysław Szochowski „Miki”, Madejskiego kollégája
- 1982: Danton – Louis de Saint-Just
- 1982: Matka Królów – Klemens Król
- 1982: Stracone złudzenia – Andras Daniel
- 1983: Eszkimó asszony fázik – Laci, a zongorista
- 1983: Synteza – Sądu Rady Narodów bíró
- 1984: Ceremonia pogrzebowa – Stefan
- 1984: Płatki, kwiaty, wieńce – Kornel Tornoczy
- 1984: Człowiek do specjalnych poruczeń – hivatalnok
- 1985: Rośliny trujące – Adam
- 1985: Tanie pieniądze – Tojfel
- 1985: Szirmok, virágok, koszorúk – Tarnóczy Kornél
- 1986: Biała wizytówka – Bolko herceg
- 1986: Magnat – Bolko herceg
- 1986: Maskarada – Jacek Burda
- 1986: W zawieszeniu – hadnagy
- 1986: Inna wyspa – Andrzej, Karolki fia
- 1987: Zabij mnie glino – Jerzy Malik gengszter
- 1987: Kocham kino – Korwin
- 1987: Cienie – Edward
- 1988: Crimen – Tomasz Błudnicki
- 1988: Dekalog VII – Wojtek
- 1988: Chichot Pana Boga – pomocnik Rosena
- 1988: Inny świat – ojcec Jensa
- 1989: Porno – Miki
- 1989: Ostatni dzwonek – a gdański Fiatal Színházak Fesztiválja zsűrijének tagja
- 1989: Sztuka kochania – Lewacki
- 1990: Pasażerowie na gapę – Piotr
- 1990: Urodziny Kaja
- 1990: Kanalia – Zbych
- 1991: In flagranti – Adam Nowak orvos
- 1991: Kroll – Arek hadnagy
- 1992: Sauna – Janek, Polak
- 1992: Psy – Franz Maurer
- 1992: Wszystko, co najważniejsze – Bogucki
- 1992: Pamiętnik znaleziony w garbie – Ewald
- 1993: Magneto – rendező
- 1993: Jańcio Wodnik – Stygma
- 1993: Obcy musi fruwać – Kamil Budziński forgatókönyvíró
- 1993: Pora na czarownice – Jan atya
- 1994: Miasto prywatne – Pawik
- 1994: Psy 2. Ostatnia krew – Franz Maurer
- 1995: Prowokator – Artur Herling
- 1995: Tato – Michał
- 1996: Słodko gorzki – Kamiński
- 1996: Szamanka – Michał
- 1997: Sara – Leon
- 1997: Pułapka – Szuster
- 1997: Szczęśliwego Nowego Jorku – Janek „Serfer”
- 1998: Demony wojny według Goi – Keller őrnagy
- 1998: Billboard – Śliski
- 1998: Złoto dezerterów – Rudy
- 1998: Zabić Sekala – Sekal
- 1999: Pan Tadeusz – Jacek Soplica/Ksiądz Robak
- 1999: Operacja Samum – Broński
- 2000: Sezon na leszcza – rendőr
- 2001: Quo vadis – Petroniusz
- 2001: Stacja – gengszter
- 2001: Reich – Alex
- 2002: Segment ’76 – Marks
- 2002: Haker – Tosiek, a kazánházi fűtő / saját maga
- 2002: Quo vadis – Petroniusz
- 2003: Tak czy nie? – Sławomir Melanowski
- 2004: Dziki – Ptasior
- 2005: Dziki 2: Pojedynek – Marian Ptaszyński „Ptasior”
- 2005: Czas surferów – Dżoker
- 2006: Jasminum – Zeman színész
- 2006: Letnia miłość – seriff
- 2006: Jasne błękitne okna – Artur, Beaty férje
- 2007–2008: I kto tu rządzi? – Tomek Czajka
- 2007: Prawo miasta – Jagi apja
- 2009: Randka w ciemno – Cezary
- 2010: Trzy minuty. 21:37 – festő
- 2010: Kajínek – Dolezal
- 2010: Ratownicy – Jan Tarnowski
- 2010: Mika i Alfred (Podezření) – Ugro főnök
- 2011: 1920 Bitwa warszawska – Bolesław Wieniawa-Długoszowski ezredes
- 2011: Sztos 2 – „Królik” gengszter
- 2012: Paradoks (tv-sorozat) (12 epizód) – Marek Kaszowski
- 1997-2013: Teatr Telewizji (tv-sorozat) (4 epizód) – Jerzy / Iwan Pawlowicz Pietrow / Stanislaw August
- 2016: Pitbull. Nowe porządki – Tomasz Barbasiewicz 'Babcia'
- 2016: Emlékképek – Władysław Strzemiński[7]

### Forgatókönyvíró
- 1988 – Koniec

### Dramaturg, színházi rendező
- 2012 – Merlin Mongoł (Ateneum Színház)
- 2014 – A vágy villamosa (Ateneum Színház)

### Filmrendező
- 1988 – Koniec
- 1990 – Seszele
- 2000 – Sezon na leszcza
- 2006 – Jasne błękitne okna

## Bibliográfia
- Kosecka B., Bogusław Linda, Krakkó, 2005. 337–338.
- Wakar J., Wyblakły uśmiech Bogusława Lindy, „Kultura”, 2007. 01. 12. 76–77.
- Stanisław Zawiśliński, Powiedzmy Linda, Varsó, Taurus, 1994

## Fordítás
Ez a szócikk részben vagy egészben  a   Bogusław Linda című lengyel Wikipédia-szócikk ezen változatának fordításán alapul.  Az eredeti cikk szerkesztőit annak laptörténete sorolja fel. Ez a jelzés csupán a megfogalmazás eredetét és a szerzői jogokat jelzi, nem szolgál a cikkben szereplő információk forrásmegjelöléseként.